# Eucyclogobius
Eucyclogobius is een monotypisch geslacht van straalvinnige vissen uit de familie van grondels (Gobiidae).

## Soort
- Eucyclogobius newberryi (Girard, 1856)